# ميخائيل برين
ميخائيل برين (بالإنجليزية: Michael Breen)‏ هو لاعب قذف أيرلندي، ولد في 16 يوليو 1994.